# Lepidagathis gossweileri
Lepidagathis gossweileri är en akantusväxtart som beskrevs av Spencer Le Marchant Moore. Lepidagathis gossweileri ingår i släktet Lepidagathis och familjen akantusväxter. Inga underarter finns listade i Catalogue of Life.